# Land of the Lost (série)
The Land of the Lost (1974–1976, O Elo Perdido no Brasil) foi uma série televisiva de público infantil, criada e dirigida por Sid e Marty Krofft lançado em 1974, inicialmente transmitida pela rede NBC. Esta narra as aventuras da família Marshall em um mundo pré-histórico. Tornou-se uma espécie de série cult devido a mistura de ação com personagens reais e efeitos especiais inovadores.
A "Krofft Productions" lançou uma nova versão da série em 1991, sob a mesma denominação. Um filme baseado na série foi lançado em 2009. Está disponível em DVD.

## Sinopse
Após um acidente em um passeio de bote, a família Marshall viajou para um mundo desconhecida de formato pré-histórico, que era habitada por dinossauros, pakuni (hominídeos) e, os sleestak (reptilianos).

## Elenco
- Rick Marshall (Temporadas 1 e 2) por Spencer Milligan[4]
- Tio Jack Marshall (Temporada 3) por Ron Harper[4]
- Will Marshall por Wesley Eure[4]
- Holly Marshall por Kathy Coleman[4]
- Cha-Ka por Phillip Paley[4]
- Sa - Sharon Baird (Temporadas 1 e 2)[4]
- Ta - Joe Giamalva (Temporada 1) e Scutter McKay (Temporada 2)[4]
- Enik - Walker Edmiston[4]
- O Zarn - Marvin Miller (voz) e Van Snowden (corpo) (Temporada 2)
- Malak por Richard Kiel (Temporada 3)
- Líder Sleestak - Jon Locke (Temporada 3)
- Sleestak - Dave Greenwood, Bill Laimbeer, John Lambert, Cleveland Porter, Jack Tingley, Scott Fullerton, Mike Westra, Bill Boyd, David Harris

## Produção
Dirigido por Bob Lally, Dennis Steinmetz, Gordon Wiles, Joseph L. Scanlan, Rick Bennewitz.
Roterizado por Allan Foshko, Marty Krofft, Sid Krofft, David Gerrold, Richard Morgan, Samuel Roeca, Jon Kubichan, Larry Niven.

## Exibição no Brasil
Foi exibida na Rede Globo entre 1975 e 1977 e no SBT na década de 1980 e início da década de 1990.
Em 2023 entrou para a grade de programação da Rede Brasil de televisão,  RBTV.